# Smolenskajatoppen
Smolenskajatoppen är ett berg i Antarktis. Det ligger i Östantarktis. Norge gör anspråk på området. Toppen på Smolenskajatoppen är 2 835 meter över havet.
Terrängen runt Smolenskajatoppen är platt åt sydost, men åt nordväst är den kuperad. Trakten är obefolkad. Det finns inga samhällen i närheten.